# توماس ولز (ملحن)
توماس ولز (بالإنجليزية: Thomas Wells)‏ هو ملحن أمريكي، ولد في 8 يناير 1945.